# List dla króla
List dla króla – holenderski film przygodowy z 2008 roku, w reżyserii Pietera Verhoeffa. Film jest adaptacją powieści holenderskiej pisarki Tonke Dragt.

## Opis fabuły
Raz na cztery lata w królestwie Dagonaut (czyt. Dahonaut) odbywa się pasowanie na rycerza. W przeddzień pasowania pięciu giermków zostaje poddanych próbie nocnego czuwania w kaplicy na wzgórzu, podczas którego nie wolno im się do nikogo odzywać, jeść ani pić. Nie wolno im też nikomu otwierać drzwi. Złamanie choćby jednej z tych zasad oznacza niedopuszczenie do ceremonii pasowania. Nagle, podczas próby, ktoś dobija się do drzwi i błaga o pomoc. Po chwili wahania jeden z giermków, Tiuri, syn Tiuriego Walecznego, przerywa próbę i wychodzi z kaplicy do wołającego. Na zewnątrz ranny nieznajomy o imieniu Vokia (czyt. Fokia) prosi, by Tiuri dostarczył pewien bardzo ważny list jednemu z czarnych rycerzy, Edwinemowi. Gdy Tiuri dociera do niego, ten jest już śmiertelnie ranny. Przed śmiercią Edwinem zwraca się do Tiuriego, by sam osobiście dostarczył list królowi Unauwenowi (czyt. Unałenowi), władcy sąsiedniego, zaprzyjaźnionego kraju. W razie zagrożenia przejęcia listu ma go otworzyć, zapamiętać jego treść, a następnie zniszczyć. Najpierw ma się udać do pustelnika Menauresa, który pokieruje go dalej. Tiuri niezwłocznie rusza w drogę, niestety przez cały czas jest ścigany przez czerwonych rycerzy chcących nie dopuścić do dostarczenia przesyłki wagi państwowej. Menaures wysyła z nim swego podopiecznego, Piaka. Ich tropem podąża Slupor.

## Obsada[1]
- Yannick van de Velde − Tiuri
- Quinten Schram − Piak
- Raymond Thiry(inne języki) − Tiuri Waleczny, ojciec Tiuriego
- Monic Hendrickx(inne języki) − matka Tiuriego
- Rüdiger Vogler − król Unauwen / pustelnik Menaures
- Derek de Lint − król Dagonaut
- Gijs Scholten van Aschat(inne języki) − Edwinem
- Lars Rudolph − Slupor
- Bert Luppes(inne języki) – Vokia
- Hanna Schwamborn(inne języki) − Lavinia

i inni